# Canton de Lavit
Le canton de Lavit est un ancien canton français du département de Tarn-et-Garonne.

## Histoire
À sa création en 1793, le canton de Lavit fait partie du district de Lectoure dans le département du Gers, puis de l'arrondissement de Lectoure à partir de 1801. Il est transféré à l'arrondissement de Castelsarrasin lors de la création du département de Tarn-et-Garonne en 1808.

### Communes
Le canton de Lavit comprenait les 14 communes suivantes :
| Nom                    | Code Insee | Intercommunalité                    | Superficie (km2) | Population (dernière pop. légale) | Densité (hab./km2) |
| ---------------------- | ---------- | ----------------------------------- | ---------------- | --------------------------------- | ------------------ |
| Mansonville            | 82102      | CC des Deux Rives                   | 15,45            | 284 (2014)                        | 18                 |
| Gramont                | 82074      | CC de la Lomagne Tarn-et-Garonnaise | 13,58            | 148 (2014)                        | 11                 |
| Asques                 | 82004      | CC de la Lomagne Tarn-et-Garonnaise | 10,61            | 137 (2014)                        | 13                 |
| Balignac               | 82009      | CC de la Lomagne Tarn-et-Garonnaise | 4,09             | 35 (2014)                         | 8,6                |
| Castéra-Bouzet         | 82034      | CC de la Lomagne Tarn-et-Garonnaise | 17,75            | 116 (2014)                        | 6,5                |
| Gensac                 | 82067      | CC de la Lomagne Tarn-et-Garonnaise | 11,59            | 112 (2014)                        | 9,7                |
| Lachapelle             | 82083      | CC de la Lomagne Tarn-et-Garonnaise | 10,87            | 120 (2014)                        | 11                 |
| Lavit                  | 82097      | CC de la Lomagne Tarn-et-Garonnaise | 26,28            | 1 546 (2014)                      | 59                 |
| Marsac                 | 82104      | CC de la Lomagne Tarn-et-Garonnaise | 14,89            | 173 (2014)                        | 12                 |
| Maumusson              | 82107      | CC de la Lomagne Tarn-et-Garonnaise | 5,04             | 57 (2014)                         | 11                 |
| Montgaillard           | 82129      | CC de la Lomagne Tarn-et-Garonnaise | 9,50             | 122 (2014)                        | 13                 |
| Poupas                 | 82143      | CC de la Lomagne Tarn-et-Garonnaise | 10,26            | 83 (2014)                         | 8,1                |
| Puygaillard-de-Lomagne | 82146      | CC de la Lomagne Tarn-et-Garonnaise | 7,08             | 70 (2014)                         | 9,9                |
| Saint-Jean-du-Bouzet   | 82163      | CC de la Lomagne Tarn-et-Garonnaise | 7,74             | 60 (2014)                         | 7,8                |

## Représentation

### Conseillers généraux de 1833 à 2015
| Période      | Période          | Identité                                  | Étiquette     | Qualité                                                                                            |
| ------------ | ---------------- | ----------------------------------------- | ------------- | -------------------------------------------------------------------------------------------------- |
| 1833         | 1839             | Thomas Laclaverie fils (1765-1838)        |               | Avocat et juge de paix à Lavit                                                                     |
| 1839         | 1848             | Raymond Osmin Bénech                      |               | Professeur à la Faculté de Droit de Toulouse                                                       |
| 1848         | 1852             | Antoine Eugène Maupas                     |               | Docteur en médecine à Lavit                                                                        |
| 1852         | 1855 (décès)     | Raymond Osmin Bénech                      |               | Professeur à la Faculté de Droit de Toulouse                                                       |
| 1855         | 1861             | Louis François Jules d'Esparbès de Lussan |               | Conseiller à la Cour de cassation, propriétaire à Paris                                            |
| 1861         | 1871             | Baron François Barrié                     |               | Maire de Saint-Jean-du-Bouzet                                                                      |
| 1871         | 1901             | Ernest-Joseph Caussia de Mauvoisin        | Rad.          | Avocat, ancien vice-consul à Casablanca et Rabat                                                   |
| 1901         | 1910 (démission) | Joseph Gibily                             |               | Maire de Lavit (1900-1912)                                                                         |
| 1910         | 1912 (décès)     | Vincent Bravat                            | Rad.          | Vétérinaire, maire de Lachapelle (1881-1912), conseiller d'arrondissement                          |
| 1912         | 1914 (décès)     | Ernest Laborderie                         | Rad.          | Médecin, Maire de Lavit                                                                            |
| 1914         | 1931             | Ulysse Villemur                           | Rad.          | Greffier de la justice de paix à Lavit, propriétaire à Montgaillard, conseiller d'arrondissement   |
| 1931         | 1937             | Georges Dumas                             | Rad.          | Notaire à Lavit                                                                                    |
| 1937         | 1940             | Pierre Chanut                             | SFIO          | Propriétaire, maire de Lavit (1935-1939)                                                           |
|              |                  |                                           |               | |
| 1945         | 1950 (décès)     | Hector Duchayne                           | SFIO puis DVG | Maire de Lavit (1943-1950)                                                                         |
| 26 mars 1950 | 1970             | Armand Duchayne (frère du précédent)      | Soc.ind.      | Maire de Lavit (1965-1995)                                                                         |
| 1970         | 1988             | Henri de Marsac                           | CIR puis PS   | Agriculteur Maire de Marsac (1965-2007)                                                            |
| 1988         | 1994             | Jean-Paul Hayek                           | DVD           | Gynécologue-obstétricien à Lavit                                                                   |
| 1994         | 2001             | Henri de Marsac                           | PS            | Maire de Marsac (1965-2007)                                                                        |
| 2001         | 2015             | Francis Garrigues                         | DVD           | Maire de Lavit (1995-2020) Président de la Communauté de communes de la Lomagne tarn-et-garonnaise |

### Conseillers d'arrondissement (de 1833 à 1940)
| Période                                  | Période      | Identité                    | Étiquette   | Qualité |
| ---------------------------------------- | ------------ | --------------------------- | ----------- | --- |
| 1833                                     | 1836         | Louis Massoc-Mandré         |             | Propriétaire, maire de Marsac (1835-1847)                                                                   |
|                                          |              |                             |             | |
| 1839                                     | 1845         | M. Constans cadet           |             | Avocat à Castelsarrasin                                                                                     |
|                                          |              |                             |             | |
| 1886                                     | 1910         | Vincent Bravat              | Républicain | Vétérinaire, maire de Lachapelle (1881-1912)                                                                |
| 1910                                     | 1914         | Ulysse Villemur             | Radical     | Propriétaire à Montgaillard                                                                                 |
| 1914                                     | 1919         | siège vacant                |             | |
| 1919                                     | 1934         | Antoine Boé                 | Radical     | Maire de Lavit (1923-1935) Elu en 1928 au bénéfice de l'âge                                                 |
| 1934                                     | 1939 (décès) | Fernand Dubarry (1900-1939) | SFIO        | Propriétaire à Gramont                                                                                      |
| 1939                                     | 1940         | Albert Pascal               | Radical     | Conseiller municipal de Lavit                                                                               |
| 1940                                     |              |                             |             | Les conseils d'arrondissement ont été suspendus par la loi du 12 octobre 1940 et n'ont jamais été réactivés |
| Les données manquantes sont à compléter. |              |                             |             | |

## Démographie
| 1962  | 1968  | 1975  | 1982  | 1990  | 1999  | 2006  | 2011  | 2012  |
| ----- | ----- | ----- | ----- | ----- | ----- | ----- | ----- | ----- |
| 3 467 | 3 171 | 3 091 | 3 103 | 3 165 | 3 060 | 2 989 | 3 032 | 3 056 |